# Гурко-Ромейко, Иосиф Иосифович
Иосиф Иосифович (Осип Осипович) Гурко-Ромейко (? — 1811) — государственный деятель Российской империи, первый курляндский вице-губернатор (1796—1799). Действительный статский советник.

## Биография
Из дворян Витебской губернии. Служил в русской императорской армии в звании поручика лёгкой литовской конницы (пятигорцев). В 1796 награждён Орденом Святого Владимира 4-й степени.
По рекомендации первого генерал-губернатор Курляндии П. А. Палена императрица Екатерина II назначила Гурко в конце 1795 (начале 1796 года) на вновь созданную должность вице-губернатора Курляндии.
С 28 июня 1796 года — статский советник, позже — действительный статский советник.
На посту вице-губернатора Курляндии находился до 14 декабря 1799 года, пока не был заменён Николаем Ивановичем Арсеньевым.

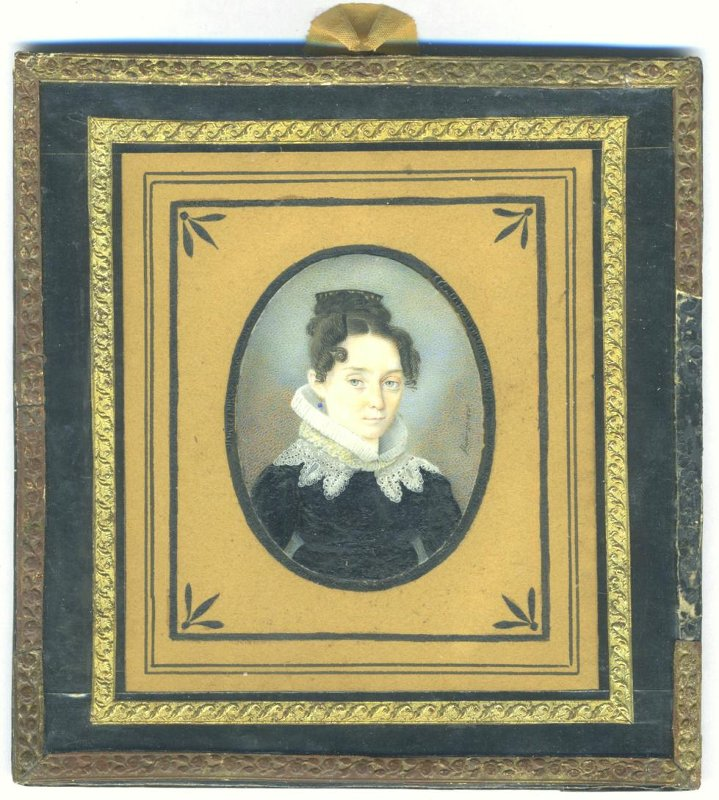
Миниатюрный портрет Екатерины Гурко

## Семья
Сын витебского подкомория Иосифа (Юзефа) Гурко-Ромейко.
16 октября 1791 года женился на Екатерине Антоновне Левиз (1769-1796), дочери Антона Ивановича Левиза (1741-1818) - советника Рижского наместнического правления.
Дети:
- Владимир Иосифович (1795—1852), генерал от инфантерии, начальник всех резервных и запасных войск империи.
  - внук — Иосиф Владимирович (1828—1901), российский генерал-фельдмаршал, герой русско-турецкой войны 1877—1878 гг.
- Леонтий Иосифович (1783—1860), генерал-майор.
- Эвелина, жена маршалка полоцкого Тадеуша Немировича-Щита (сына Юстиняна Немировича-Щита)[2].